# Lengua atestiguada
En lingüística, lenguas certificadas o atestiguadas son lenguas (vivas o muertas) que han sido documentadas y para las cuales la evidencia (atestación) ha sobrevivido hasta el día de hoy. La evidencia puede ser  grabaciones,  transcripciones, literatura o inscripciónes. En contraste,  'lenguas no certificadas'  pueden ser nombres de supuestos idiomas para los cuales no existe evidencia directa, idiomas para los cuales se ha perdido toda la evidencia, o protolenguas hipotéticas propuestas en reconstrucción lingüística .
Dentro de una lengua certificada, determinadas formas de la palabra que se sabe directamente que se han utilizado (porque aparecen en la literatura, inscripciones o habla documentada) se denominan formas certificadas. Contrastan con formas no certificadas, que son reconstrucciones hipotetizadas que se han utilizado con base en evidencia indirecta (como patrones etimológicos). En los textos lingüísticos, las formas no certificadas se marcan comúnmente con un asterisco (*) anterior.